# Yan méridional
Pour les articles homonymes, voir Yan (homonymie).

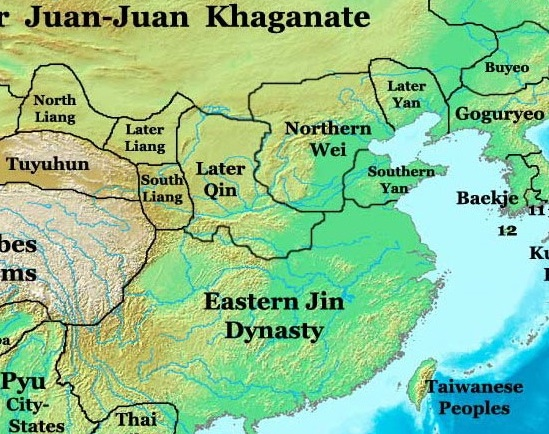
Le Yan méridional et ses voisins en 400

Le Yan méridional ou Yan du Sud ((zh); 398-410) était un état xianbei de la période des Seize Royaumes en Chine. Son territoire coïncidait à peu près avec la province actuelle du Shandong. Murong De, l'empereur fondateur, était le fils de Murong Huang et le frère de Murong Jun et Murong Chui. Il était, par conséquent, un prince impérial du Yan antérieur et du Yan postérieur.
Tous les dirigeants du Yan méridional se déclaraient empereurs.

## Empereurs du Yan méridional
| Nom de temple                                   | Nom posthume         | Nom de famille et prénom              | Durée du règne | Ères et durées respectives                                      |
| ----------------------------------------------- | -------------------- | ------------------------------------- | -------------- | --------------------------------------------------------------- |
| Convention chinoise: nom de famille puis prénom |                      |                                       |                |                                                                 |
| Shizong (世宗 Shìzōng)                          | Xianwu (獻武 Xiànwǔ) | Murong De (en) (慕容德 Mùróng Dé)     | 398-405        | Yanwang (燕王 Yànwáng) 398-400 Jianxing (建平 Jiànpíng) 400-405 |
| Inexistant                                      | Houzhu (後主 Hòuzhǔ) | Murong Chao (en) (慕容超 Mùróng Chāo) | 405-410        | Taishang (太上 Taìshàng) 405-410                                |